# Slap-a-Ham Records
Slap-a-Ham Records fue un sello independiente de San Francisco, propiedad de Chris Dodge, bajista de Spazz y otras bandas. El sello generalmente es visto como influencial dentro de la escena californiana del hardcore punk durante los años ochenta y noventa, publicando material de bandas como Man Is the Bastard, Capitalist Casualties, entre otros. También se considera que jugó un papel importante en el desarrollo del powerviolence, estilo disonante de hardcore similar al grindcore y el thrashcore. La etiqueta también emitió los primeros lanzamientos de Melvins y Eyehategod.
La etiqueta cerró oficialmente en 2002. Según Dodge, esto se debió a los ataques del 11 de septiembre en Nueva York: después de los ataques, todos dejaron de gastar dinero y, como resultado, Slap a Ham se enfrentó al comercio estancado, provocando que Dodge se endeudara.

## Bandas publicadas[4]
| - 13 - Anarchus - Ancient Chinese Secret - Benümb - Burned Up, Bled Dry - Burning Witch - C.F.D.L. - Capitalist Casualties - Chris Dodge - Crossed Out - David Witte - Despise You - Discordance Axis - East/West Blast Test - Enemy Soil - Eyehategod - Fu Manchu - Fuck on the Beach - Gasp - Gob - Godstomper - Hellnation - Infest - Jimmy Walker - labhorher - Lack of Interest | - MDC - Man Is the Bastard - Melt-Banana - Melvins - Monastery - Neanderthal - No Comment - No Less - No Use for a Name - Noothgrush - Otophobia - Phobia - Pink Turds in Space - Pissed Happy Children - Plutocracy - Rupture - Shank - Slave State - Slight Slappers - Spazz - Stikky - Suppression - Tomsk-7 - Wink Martindale - Yacøpsæ |